# Gloster Grouse
Die Gloster Grouse war ein Doppeldecker des britischen Herstellers Gloster Aircraft Company. Ursprünglich war dieses Muster, von dem lediglich ein Exemplar hergestellt wurde, als Versuchsflugzeug vorgesehen. Später wurde die Grouse zu einem Schulflugzeug umgebaut. Zwar war die Grouse kein kommerzieller Erfolg für Gloster, stellte aber auf Grund ihres kompakten Entwurfs und ihrer guten Manövrierfähigkeit die Basis für die Weiterentwicklungen Grebe und Gamecock dar, die in den 1930er-Jahren von der britischen Luftwaffe (RAF) eingesetzt wurden.

## Entwicklung
Entwickelt wurde die Grouse durch den Chefingenieur von Gloster, Henry P. Folland, um die Vorteile des Eindeckers mit denen des Doppeldeckers zu vereinen. Die obere Tragfläche der Grouse war mit einem Profil versehen, mit dem ein hoher Auftrieb erzielt wurde, während das Profil der unteren Tragfläche etwas dünner war und einen mittleren Auftrieb erzeugte. In der Kombination wurde ein verhältnismäßig hoher Auftrieb bei wenig Schub erzeugt, was dem Flugzeug gute Starteigenschaften verlieh.
Der Rumpf einer ursprünglich zweisitzigen Gloster Sparrowhawk II wurde mit dieser Tragflügelkombination versehen und der vordere Sitzplatz verschlossen. Die Maschine wurde von dem gleichen Motor angetrieben wie die Sparrowhawk – einem Bentley-BR2-Umlaufmotor, der auf eine Zweiblatt-Luftschraube wirkte.
Der Erstflug des als Grouse Mk I bezeichneten Flugzeuges mit dem zivilen Luftfahrzeugkennzeichen G-EAYN erfolgte im Jahre 1923. Im Verlauf der Testflüge wurden Follands Theorien bestätigt, und schon bald bestellte die RAF drei Prototypen einer Jägerversion der Grouse.
Gloster stellte daher drei mit der Grouse identische Flugzeugzellen her und bestückte diese mit Armstrong-Siddeley-Jaguar-Sternmotoren; diese Maschinen wurden als Gloster Grebe bezeichnet.
Im Jahre 1924 wurde die Grouse zu einem als Grouse II bezeichneten zweisitzigen Schulflugzeug umgebaut, eingebaut wurde ein Armstrong-Siddeley-Lynx-Sternmotor. In dieser Ausführung wurde die Maschine der RAF als Nachfolger des inzwischen betagten Schulflugzeugs Avro 504 ab 1925 vorgeschlagen. Die RAF entschied sich jedoch für die Avro 504N, ebenfalls mit dem Lynx-Motor ausgestattet.
Das Einzelstück der Grouse II wurde vom Vorgänger der schwedischen Luftwaffe, die kurz danach im Sommer 1926 gegründet wurde, als Fortgeschrittenentrainer erworben, absolvierte in Schweden jedoch lediglich 109 Flugstunden. Obwohl die schwedischen Piloten von den Flugeigenschaften der Maschine beeindruckt waren, wurden keine weiteren Flugzeuge dieses Typs bestellt.

## Technische Daten
| Kenngröße             | Gloster Grouse II                                                                       |
| --------------------- | --------------------------------------------------------------------------------------- |
| Besatzung             | 2 (Fluglehrer und Flugschüler)                                                          |
| Länge                 | 6,19 m                                                                                  |
| Höhe                  | 2,86 m                                                                                  |
| Spannweite            | 8,47 m                                                                                  |
| Flügelfläche          | 19,00 m²                                                                                |
| Steigleistung         | in 17 min auf 3.050 m                                                                   |
| Leermasse             | 619 kg                                                                                  |
| max. Startmasse       | 960 kg                                                                                  |
| Höchstgeschwindigkeit | 193 km/h in Meereshöhe                                                                  |
| Dienstgipfelhöhe      | 5.500 m                                                                                 |
| Flugdauer             | 3 Std. 45 min                                                                           |
| Triebwerk             | 7-Zylinder-Sternmotor Armstrong Siddeley Lynx IV mit einer Leistung von 138 kW (185 PS) |
| Bewaffnung            | keine                                                                                   |